# H. Rider Haggard
Henry Rider Haggard (22. juni 1856 - 14. maj 1925) var en engelsk forfatter af dansk afstamning, som med sine eventyrromaner fra Afrika opfandt genren Tabte Verdener. Flere af hans bøger handler om storvildtjægeren og eventyreren Allan Quatermain. Haggard var også involveret i jordbrugsreformer rundt om i det britiske imperium. Hans fortællinger, som udgjorde en retning af lettere underholdning inden for Victoriansk litteratur er fortsat populære.

## Haggards opvækst og liv
Haggard, som var det ottende barn af advokaten Sir William Meybohm Rider Haggard og digteren Ella Doveton, fik en beskeden uddannelse og begyndte i 1875 sin karriere som ulønnet assistent til Sir Henry Bulwer, som var viceguvernør i Natal i Sydafrika. Han opholdt sig i Natal og Transvaal indtil 1879. Under et ophold i England 1879-80 giftede han sig med Louisa Margitson. Parret boede i Sydafrika til 1882, hvor han drev en strudsefarm. Derefter bosatte de sig på Ditchingham, hvor hun kom fra. Paret fik en søn og tre døtre. Sønnen Jack døde af mæslinger 10 år gammel mens forældrene var i Mexico. En af døtrene, Lilias Rider Haggard, skrev i 1951 en bog om faderen: The Cloak That I Left.
Ved siden af forfatterskabet blev Haggard jurist, og han engagerede sig i politik, arkæologi og spiritisme. Han blev udnævnt til Knight Bachelor i 1912 og til Commander of the British Empire i 1919.

## Forfatterskab
Haggard debuterede i 1882 med en fagbog om Sydafrika, Cetywayo and his White Neighbours; Remarks on Recent Events in Zululand, Natal, and the Transvaal. Han udgav to romaner i 1884 og fik sit gennembrud i 1885 med Kong Salomons Miner, hvor han introducerede eventyrhelten Allan Quatermain.
Haggards anden gennemgående romanfigur er Ayesha, som er hovedpersonen i Hun og tre andre bøger. Ayesha er en mægtig, sensuel og hvid kvinde som hersker over et skjult rige i det indre Afrika. Hun er også en troldkvinde som har levet i over 2000 år, og som drives af kærlighed og jalousi. Både Freud og Jung interesserede sig for Haggards kvindeskildring. 
Haggards bøger er filmatiseret flere gange og har også vært inspirationskilde til Indiana Jones. Allan Quatermain har fået et nytt liv som medlem af The League of Extraordinary Gentlemen, en tegneserie skrevet af Alan Moore og siden filmatiseret med Sean Connery i hovedrollen som Quatermain

## Udvalgt Bibliografi
- Cetywayo and his White Neighbours; Remarks on Recent Events in Zululand, Natal, and the Transvaal (1882)
- Kong Salomons Miner (King Solomon's Mines) (1885)
- Hun (She: A History of Adventure) (1886)
- Det Hvide Folk (Allan Quatermain) (1887)

## Eksterne links
- Wikimedia Commons har flere filer relateret til H. Rider Haggard
- H. Rider Haggard på Bibliografi.dk
- Rider Haggard Society